# حمد العبيدي
حمد العبيدي، لاعب كرة قدم قطري، من مواليد 21 أبريل 1991 . يلعب حاليا مع نادي مسيمير.
لعب سابقاً مع أندية الريان والخريطيات و السيلية و الدحيل ومسيمير.

## روابط خارجية
حمد العبيدي على موقع إي إس بي إن إف سي (الإنجليزية)
- حمد العبيدي على موقع ناشيونال فوتبول تيمز (الإنجليزية)
- حمد العبيدي على موقع Soccerway.com (الإنجليزية)
- حمد العبيدي على موقع عالم كرة القدم.نت (الإنجليزية)
- حمد العبيدي على موقع كووورة